# Лантоск (кантон)
Ланто́ск (фр. Lantosque) — упразднённый кантон во Франции, в регионе Прованс — Альпы — Лазурный Берег, департамент Приморские Альпы. Входил в состав округа Ницца. Код INSEE кантона — 0627.
До марта 2015 года в состав кантона Лантоск входило 2 коммуны, административный центр располагался в коммуне Лантоск.

## Состав кантона
| Коммуна | Население, чел. (1999) | Почтовый индекс | Код INSEE |
| ------- | ---------------------- | --------------- | --------- |
| Лантоск | 1019                   | 06450           | 06074     |
| Ютель   | 488                    | 06450           | 06151     |

## Население
Население кантона на 2007 год составляло 1 907 человек.
| 1962 | 1968 | 1975 | 1982 | 1990 | 1999  | 2006 | 2007  | 2008 |
| ---- | ---- | ---- | ---- | ---- | ----- | ---- | ----- | ---- |
| —    | —    | —    | —    | —    | 1 507 | —    | 1 907 | —    |

По закону от 17 мая 2013 и декрету от 24 февраля 2014 года количество кантонов в департаменте Приморские Альпы уменьшилось с 52-х до 27-ми. Новое территориальное деление департаментов на кантоны вступило в силу во время выборов 2015 года. После реформы кантон был упразднён. Коммуны переданы в состав вновь созданного кантона Туррет-Леванс (округ Ницца).